# Millington (Maryland)
Millington is een plaats (town) in de Amerikaanse staat Maryland, en valt bestuurlijk gezien onder Kent County en Queen Anne's County.

## Demografie
Bij de volkstelling in 2000 werd het aantal inwoners vastgesteld op 416.
In 2006 is het aantal inwoners door het United States Census Bureau geschat op 389, een daling van 27 (-6,5%).

## Geografie
Volgens het United States Census Bureau beslaat de plaats een oppervlakte van
0,8 km², geheel bestaande uit land. Millington ligt op ongeveer 23 m boven zeeniveau.

## Plaatsen in de nabije omgeving
De onderstaande figuur toont nabijgelegen plaatsen in een straal van 16 km rond Millington.